# Rabouillet
Cet article possède un paronyme, voir Rambouillet.
Rabouillet [ʁabujɛ]  est une commune française, située dans le nord du département des Pyrénées-Orientales en région Occitanie. Ses habitants sont appelés les Rabouilletois. Sur le plan historique et culturel, la commune est dans le Fenouillèdes, une dépression allongée entre les Corbières et les massifs pyrénéens recouvrant la presque totalité du bassin de l'Agly.
Exposée à un climat océanique altéré, elle est drainée par la Desix et par un autre cours d'eau. La commune possède un patrimoine naturel remarquable composé de trois zones naturelles d'intérêt écologique, faunistique et floristique.
Rabouillet est une commune rurale qui compte 87 habitants en 2022, après avoir connu un pic de population de 685 habitants en 1836. Ses habitants sont appelés les Rabouillettois ou  Rabouillettoises.

## Géographie

### Localisation
La commune de Rabouillet se trouve dans le département des Pyrénées-Orientales, en région Occitanie.
Elle se situe à 41 km à vol d'oiseau de Perpignan, préfecture du département, à 13 km de Prades, sous-préfecture, et à 40 km de Rivesaltes, bureau centralisateur du canton de la Vallée de l'Agly dont dépend la commune depuis 2015 pour les élections départementales.
La commune fait en outre partie du bassin de vie d'Ille-sur-Têt.
Les communes les plus proches sont : 
Sournia (4,3 km), Vira (4,7 km), Prats-de-Sournia (6,0 km), Campoussy (6,1 km), Gincla (6,3 km), Montfort-sur-Boulzane (6,8 km), Fenouillet (6,8 km), Le Vivier (6,9 km).
Sur le plan historique et culturel, Rabouillet fait partie du Fenouillèdes, une dépression allongée entre les Corbières et les massifs pyrénéens recouvrant la presque totalité du bassin de l'Agly. Ce territoire est culturellement une zone de langue occitane.

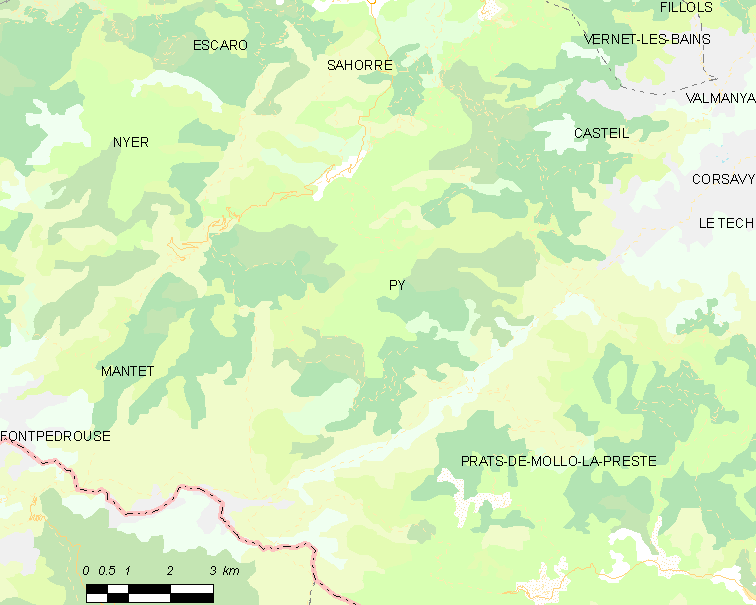
Situation de la commune.

|                              | Vira       | Le Vivier |
| Montfort-sur-Boulzane (Aude) | Rabouillet | Sournia   |
|                              | Mosset     |           |

### Géologie et relief
La commune est classée en zone de sismicité 3, correspondant à une sismicité modérée.

### Climat
Pour des articles plus généraux, voir Climat de l'Occitanie et Climat des Pyrénées-Orientales.
En 2010, le climat de la commune est de type climat méditerranéen altéré, selon une étude du CNRS s'appuyant sur une série de données couvrant la période 1971-2000. En 2020, Météo-France publie une typologie des climats de la France métropolitaine dans laquelle la commune est exposée à un climat de montagne ou de marges de montagne et est dans la région climatique Pyrénées orientales, caractérisée par une faible pluviométrie, un très bon ensoleillement (2 600 h/an), un air sec, particulièrement en hiver et peu de brouillards.
Pour la période 1971-2000, la température annuelle moyenne est de 11,3 °C, avec une amplitude thermique annuelle de 15 °C. Le cumul annuel moyen de précipitations est de 849 mm, avec 7,6 jours de précipitations en janvier et 5 jours en juillet. Pour la période 1991-2020, la température moyenne annuelle observée sur la station météorologique la plus proche, située sur la commune d'Eus à 11 km à vol d'oiseau, est de 13,6 °C et le cumul annuel moyen de précipitations est de 539,8 mm,. Pour l'avenir, les paramètres climatiques de la commune estimés pour 2050 selon différents scénarios d'émission de gaz à effet de serre sont consultables sur un site dédié publié par Météo-France en novembre 2022.

### Milieux naturels et biodiversité

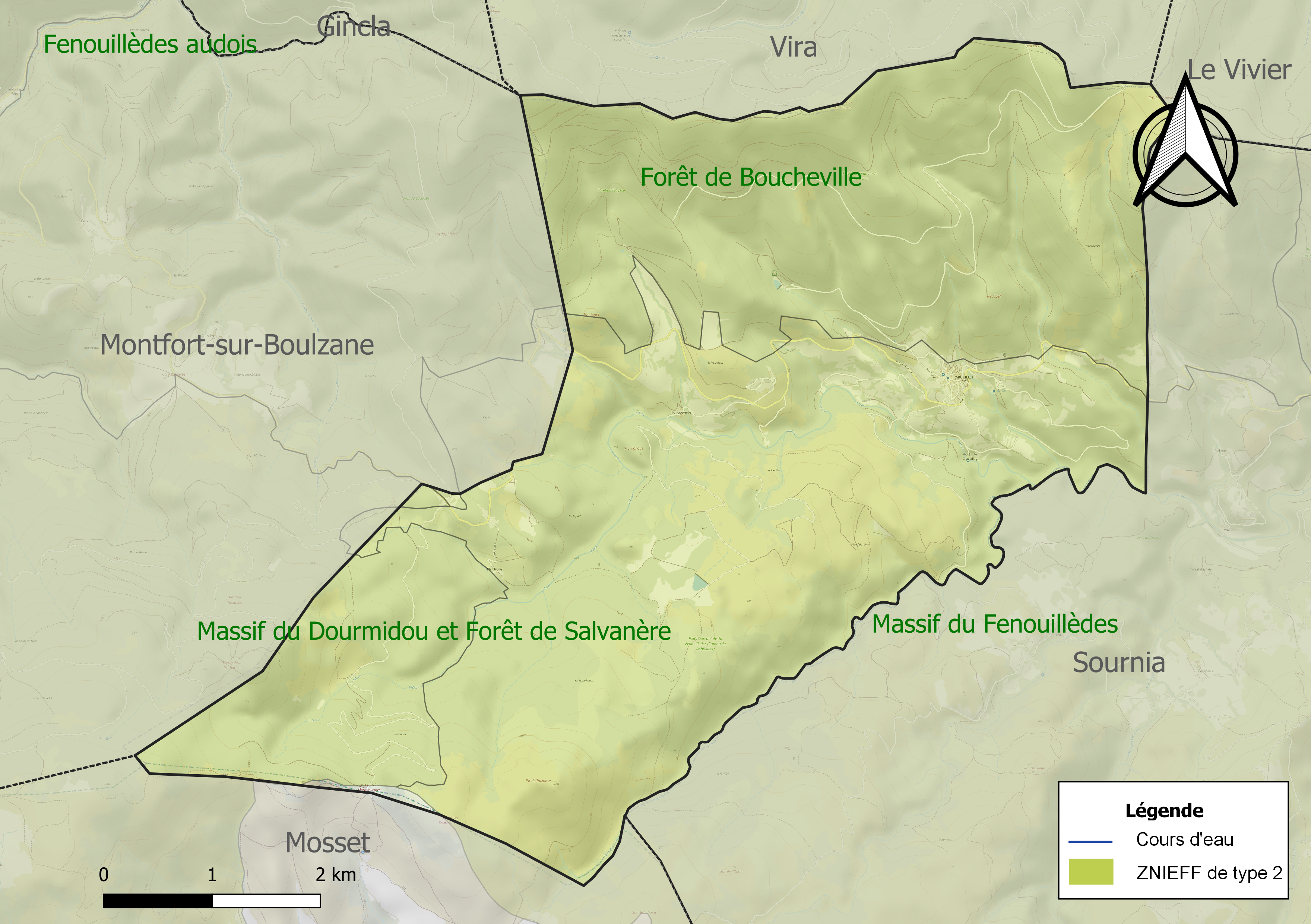
Carte des ZNIEFF de type 2 localisées sur la commune.

L’inventaire des zones naturelles d'intérêt écologique, faunistique et floristique (ZNIEFF) a pour objectif de réaliser une couverture des zones les plus intéressantes sur le plan écologique, essentiellement dans la perspective d’améliorer la connaissance du patrimoine naturel national et de fournir aux différents décideurs un outil d’aide à la prise en compte de l’environnement dans l’aménagement du territoire.
Trois ZNIEFF de type 2 sont recensées sur la commune :
- la « forêt de Boucheville » (4 928 ha), couvrant 8 communes dont deux dans l'Aude et six dans les Pyrénées-Orientales[15] ;
- le « massif du Dourmidou et forêt de Salvanère » (5 368 ha), couvrant 5 communes dont trois dans l'Aude et deux dans les Pyrénées-Orientales[16] ;
- le « massif du Fenouillèdes » (34 157 ha), couvrant 40 communes dont une dans l'Aude et 39 dans les Pyrénées-Orientales[17].

## Urbanisme

### Typologie
Au 1er janvier 2024, Rabouillet est catégorisée commune rurale à habitat dispersé, selon la nouvelle grille communale de densité à sept niveaux définie par l'Insee en 2022.
Elle est située hors unité urbaine et hors attraction des villes,.

### Occupation des sols
L'occupation des sols de la commune, telle qu'elle ressort de la base de données européenne d’occupation biophysique des sols Corine Land Cover (CLC), est marquée par l'importance des forêts et milieux semi-naturels (94,1 % en 2018), en augmentation par rapport à 1990 (89,2 %). La répartition détaillée en 2018 est la suivante : 
forêts (60,9 %), milieux à végétation arbustive et/ou herbacée (33,2 %), zones agricoles hétérogènes (5,9 %). L'évolution de l’occupation des sols de la commune et de ses infrastructures peut être observée sur les différentes représentations cartographiques du territoire : la carte de Cassini (XVIIIe siècle), la carte d'état-major (1820-1866) et les cartes ou photos aériennes de l'IGN pour la période actuelle (1950 à aujourd'hui).

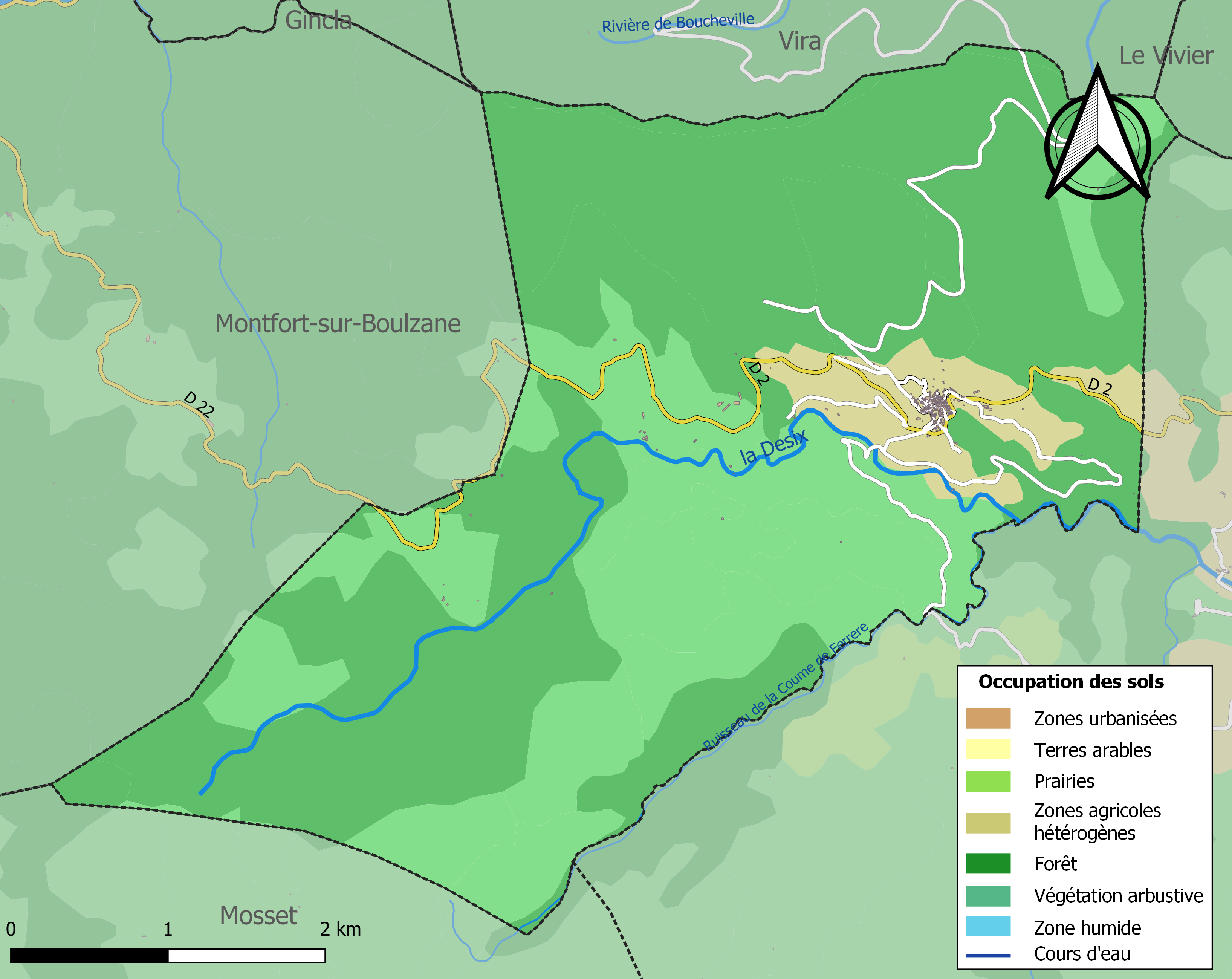
Carte des infrastructures et de l'occupation des sols de la commune en 2018 (CLC).

### Voies de communication et transports
La ligne 511 (Rabouillet - Ille-sur-Têt) du réseau régional liO dessert la commune.

### Risques majeurs
Le territoire de la commune de Rabouillet est vulnérable à différents aléas naturels : inondations, climatiques (grand froid ou canicule), feux de forêts, mouvements de terrains et séisme (sismicité modérée). Il est également exposé à un risque particulier, le risque radon,.

#### Risques naturels

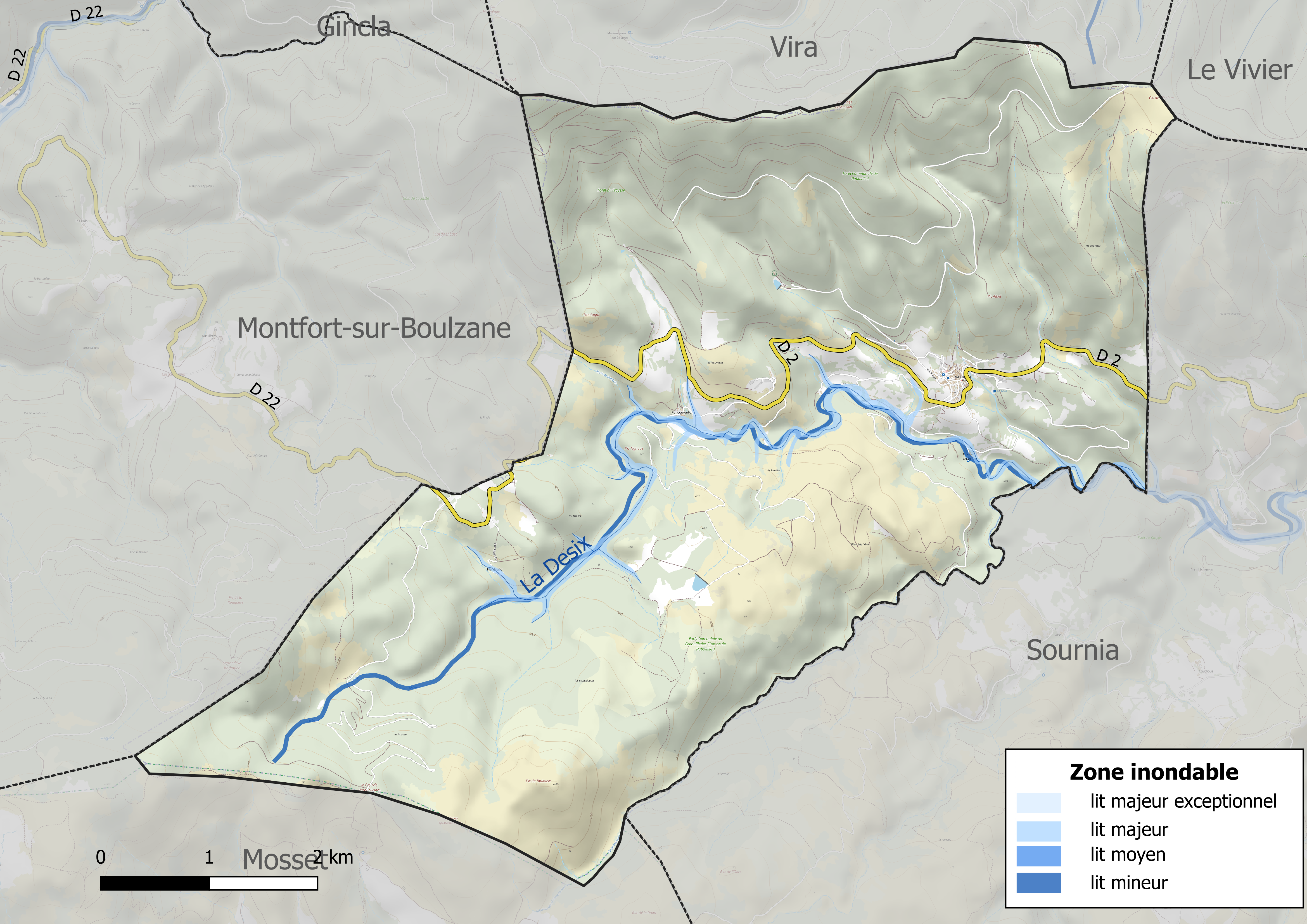
Zones inondables de la commune de Rabouillet.

Certaines parties du territoire communal sont susceptibles d’être affectées par le risque d’inondation par crue torrentielle de cours d'eau du bassin de l'Agly.
Les mouvements de terrains susceptibles de se produire sur la commune sont soit des glissements de terrains, soit des chutes de blocs.

#### Risque particulier
Dans plusieurs parties du territoire national, le radon, accumulé dans certains logements ou autres locaux, peut constituer une source significative d’exposition de la population aux rayonnements ionisants. Toutes les communes du département sont concernées par le risque radon à un niveau plus ou moins élevé. Selon la classification de 2018, la commune de Rabouillet est classée en zone 3, à savoir zone à potentiel radon significatif.

## Toponymie
En occitan, le nom de la commune est Rebolhet, attesté en 1371, en catalan, Rebollet. Rabouillet se situe dans la zone linguistique occitane, où la voyelle "u" est prononcée [y] et non [u], ce qui est un fait reconnu par les chercheurs, occitanistes comme catalanistes.

## Histoire
Le territoire de Rabouillet fait partie de la vicomté de Fenouillèdes de 874 jusqu'en 1261. Le village compte 16 foyers en 1367. En 1371 Guilhem de Peyrepertuse est baron et seigneur de Rabouillet, Perles et Trilla.

## Politique et administration

### Liste des maires
| Période    | Période  | Identité        | Étiquette | Qualité |
| ---------- | -------- | --------------- | --------- | ------- |
|            |          |                 |           |         |
| avant 1981 | ?        | Marius Blaize   |           |         |
| mars 2001  | 2008     | Gilbert Vignaud |           |         |
| 2008       | En cours | Auguste Blanc,  |           |         |

## Population et société

### Démographie ancienne
La population est exprimée en nombre de feux (f) ou d'habitants (H).
| 1709  | 1720  | 1774  | 1788  | 1789  |
| ----- | ----- | ----- | ----- | ----- |
| 104 f | 104 f | 126 f | 613 H | 120 f |

### Démographie contemporaine
L'évolution du nombre d'habitants est connue à travers les recensements de la population effectués dans la commune depuis 1793. Pour les communes de moins de 10 000 habitants, une enquête de recensement portant sur toute la population est réalisée tous les cinq ans, les populations de référence des années intermédiaires étant quant à elles estimées par interpolation ou extrapolation. Pour la commune, le premier recensement exhaustif entrant dans le cadre du nouveau dispositif a été réalisé en 2008.

En 2022, la commune comptait 87 habitants, en évolution de −22,32 % par rapport à 2016 (Pyrénées-Orientales : +3,92 %, France hors Mayotte : +2,11 %).
| 1793 | 1800 | 1806 | 1821 | 1831 | 1836 | 1841 | 1846 | 1851 |
| ---- | ---- | ---- | ---- | ---- | ---- | ---- | ---- | ---- |
| 609  | 648  | 666  | 599  | 645  | 685  | 664  | 658  | 629  |

| 1856 | 1861 | 1866 | 1872 | 1876 | 1881 | 1886 | 1891 | 1896 |
| ---- | ---- | ---- | ---- | ---- | ---- | ---- | ---- | ---- |
| 585  | 547  | 510  | 522  | 511  | 495  | 507  | 502  | 504  |

| 1901 | 1906 | 1911 | 1921 | 1926 | 1931 | 1936 | 1946 | 1954 |
| ---- | ---- | ---- | ---- | ---- | ---- | ---- | ---- | ---- |
| 405  | 391  | 365  | 315  | 293  | 273  | 264  | 260  | 213  |

| 1962 | 1968 | 1975 | 1982 | 1990 | 1999 | 2006 | 2008 | 2013 |
| ---- | ---- | ---- | ---- | ---- | ---- | ---- | ---- | ---- |
| 175  | 139  | 127  | 106  | 101  | 85   | 102  | 107  | 113  |

| 2018 | 2022 | - | - | - | - | - | - | - |
| ---- | ---- | - | - | - | - | - | - | - |
| 94   | 87   | - | - | - | - | - | - | - |

| selon la population municipale des années : | 1968 | 1975 | 1982 | 1990 | 1999 | 2006 | 2009 | 2013 |
| Rang de la commune dans le département      | 159  | 144  | 141  | 165  | 174  | 178  | 175  | 177  |
| Nombre de communes du département           | 232  | 217  | 220  | 225  | 226  | 226  | 226  | 226  |

### Manifestations culturelles et festivités
- Fête patronale : 17 janvier[37] ;
- Fête communale : dernier dimanche de juillet[37].

## Économie

### Emploi
|                | 2008   | 2013   | 2018   |
| -------------- | ------ | ------ | ------ |
| Commune        | 5 %    | 12,3 % | 9,4 %  |
| Département    | 10,3 % | 12,9 % | 13,3 % |
| France entière | 8,3 %  | 10 %   | 10 %   |

En 2018, la population âgée de 15 à 64 ans s'élève à 53 personnes, parmi lesquelles on compte 69,8 % d'actifs (60,4 % ayant un emploi et 9,4 % de chômeurs) et 30,2 % d'inactifs,. Depuis 2008, le taux de chômage communal (au sens du recensement) des 15-64 ans est inférieur à celui de la France et du département.
La commune est hors attraction des villes,. Elle compte 17 emplois en 2018, contre 24 en 2013 et 19 en 2008. Le nombre d'actifs ayant un emploi résidant dans la commune est de 34, soit un indicateur de concentration d'emploi de 50 % et un taux d'activité parmi les 15 ans ou plus de 45,9 %.
Sur ces 34 actifs de 15 ans ou plus ayant un emploi, 16 travaillent dans la commune, soit 47 % des habitants. Pour se rendre au travail, 64,7 % des habitants utilisent un véhicule personnel ou de fonction à quatre roues, 2,9 % les transports en commun, 20,6 % s'y rendent en deux-roues, à vélo ou à pied et 11,8 % n'ont pas besoin de transport (travail au domicile).

### Activités hors agriculture

#### Secteurs d'activités
9 établissements sont implantés  à Rabouillet au 31 décembre 2019.
Le secteur de l'industrie manufacturière, des industries extractives et autres est prépondérant sur la commune puisqu'il représente 44,4 % du nombre total d'établissements de la commune (4 sur les 9 entreprises implantées  à Rabouillet), contre 8,7 % au niveau départemental.

#### Entreprises et commerces
- Une asinerie produit des savons et des bonbons à base de lait d'ânesse[38].

### Agriculture
|               | 1988 | 2000  | 2010  | 2020 |
| ------------- | ---- | ----- | ----- | ---- |
| Exploitations | 14   | 8     | 7     | 5    |
| SAU (ha)      | 355  | 1 088 | 1 013 | 598  |

La commune est dans les Fenouillèdes », une petite région agricole occupant le nord-ouest  du département des Pyrénées-Orientales. En 2020, l'orientation technico-économique de l'agriculture  sur la commune est l'élevage d'équidés et/ou d' autres herbivores. Cinq exploitations agricoles ayant leur siège dans la commune sont dénombrées lors du recensement agricole de 2020 (14 en 1988). La superficie agricole utilisée est de 598 ha,,.

## Culture locale et patrimoine

### Monuments et lieux touristiques
- Église Saint-Étienne de Rabouillet.

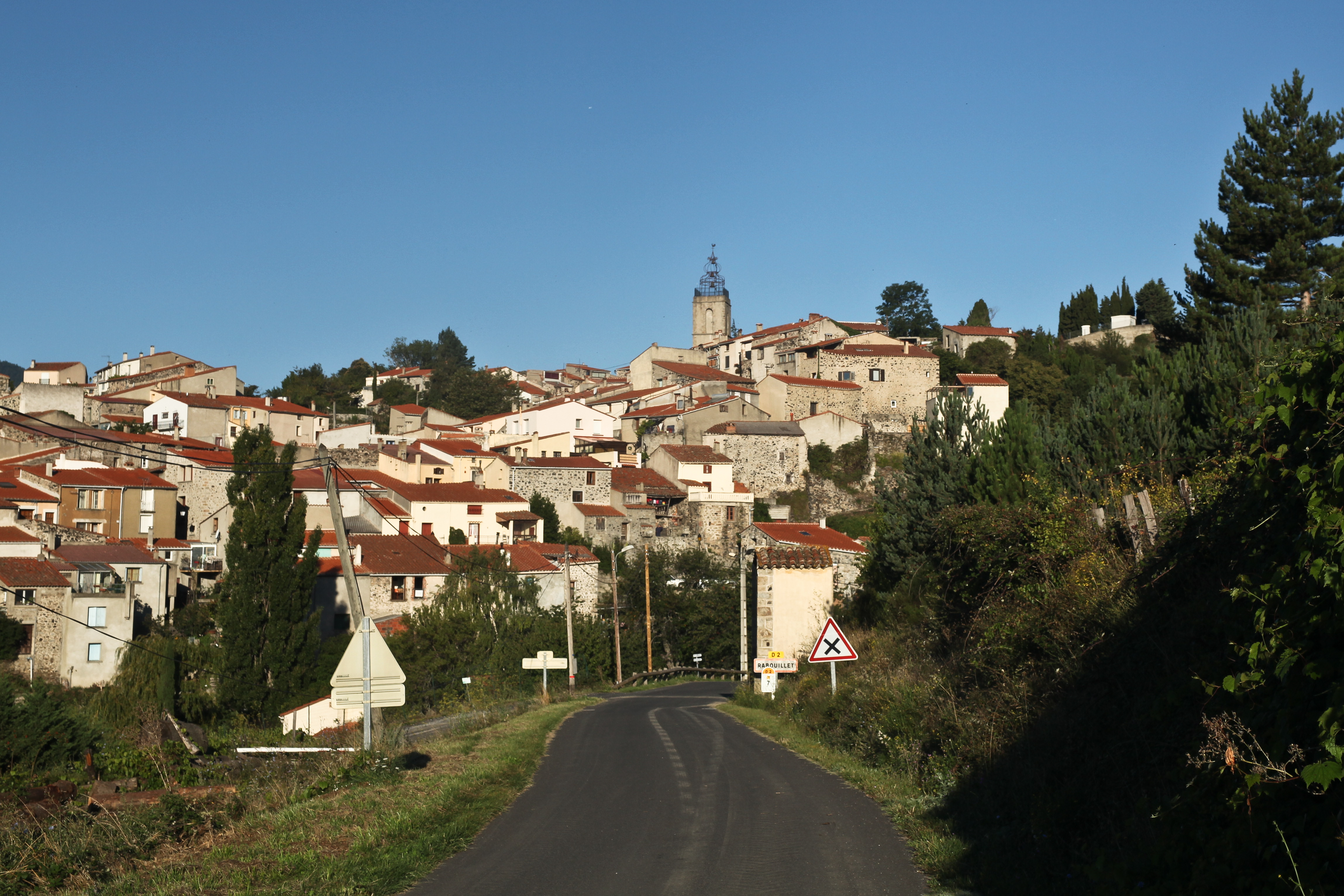
Le village avec vue sur le clocher de l'église

### Personnalités liées à la commune
- Marc Lamole (1934-2016), acteur de théâtre, de cinéma et de télévision, a vécu à Rabouillet et y est mort.

### Héraldique
| Blason de Rabouillet | Blason  | De sable à trois bandes d'argent ; au chef du même. |
| Blason de Rabouillet | Détails | Le statut officiel du blason reste à déterminer.    |